# دهستان جکدان
دهستان جکدان، یکی از دهستان‌های بخش مرکزی شهرستان بشاگرد در استان هرمزگان ایران است. مرکز این دهستان، روستای جکدان است.

## جمعیت
بر پایه سرشماری عمومی نفوس و مسکن در سال ۱۳۹۵، جمعیت دهستان جکدان برابر با ۱۰٬۰۵۳ نفر بوده‌است.